# Januário Cicco
Januário Cicco este un oraș în Rio Grande do Norte (RN), Brazilia.